# Historia de Bulgaria
La historia de Bulgaria como país independiente comenzó en el siglo VII con la llegada de los protobúlgaros, y la fundación del Primer Imperio búlgaro (681-1018), reconocido en 681 por el Imperio bizantino.

## Bulgaria antes de los búlgaros

### Prehistoria
En el territorio de la actual Bulgaria se desarrollaron durante el Neolítico culturas como la cultura de Hamangia y la cultura de Vinča (entre el VI y el III milenio a. C.), durante el Eneolítico la cultura de Varna (V milenio a. C.), y durante la Edad de Bronce la cultura de Ezero. La cronología de Karanovo sirve de referencia para la prehistoria de todo el territorio de los Balcanes.

### Los tracios
El primer pueblo históricamente documentado que se instaló en el territorio de la actual Bulgaria fueron los tracios, pueblo indoeuropeo, procedente de las estepas de Eurasia, que llegó a la zona posiblemente en torno al año 3500 a. C.

### Colonización griega y conquista macedonia
Por otro lado, desde el siglo VII a. C., comenzó a producirse la colonización griega de la costa del mar Negro, fundándose numerosas ciudades, muchas de las cuales continúan existiendo en la actualidad, como Odeso (Varna), Mesembria (Nesebar), Anquíalo (Pomorie), Apolonia (Sozopol) o Agathopolis (Akhtopol). A mediados del siglo V a. C. se fundó el primer Estado tracio que se conoce, el reino odrisio, que se desintegraría en el siglo siguiente en varios estados más pequeños.
Poco después, Filipo II, rey de Macedonia (359-336 a. C.), tras vencer al rey Cersobleptes, se anexionó los territorios de los tracios, y conquistó la ciudad más grande de esta región, Filipópolis (actual Plovdiv). En el siglo siguiente, el territorio de Bulgaria fue invadido por los celtas, quienes mantuvieron un estado por espacio de unos setenta años, y fundaron asentamientos como Bononia (actual Vidin, en la frontera noroeste de la actual Bulgaria). Durante el siglo I, el territorio de Bulgaria fue incorporado al Imperio romano, quedando dividido en las provincias de Tracia y Moesia. Los romanos fundaron numerosas ciudades, entre las que destacan Serdica (la actual capital, Sofía), Nicopolis (Nikopol) y Durostorum (Silistra). Cuando el Imperio romano se dividió, a la muerte de Teodosio, las provincias de Mesia y de Tracia pasaron a formar parte del Imperio romano de Oriente. Desde el siglo III, estos territorios sufrieron invasiones de pueblos bárbaros: primero fueron los godos, hunos; más adelante, los ávaros, eslavos, que atravesaron el Danubio a principios del siglo VII, cuando se abandonaron las guarniciones de las fronteras bizantinas, y de los búlgaros. Estos últimos formarían, junto con los eslavos, el primer Estado búlgaro, a finales del siglo VII. El nombre de Bulgaria procede de este pueblo.

## El Primer Imperio búlgaro

El Primer Imperio búlgaro en su máxima extensión territorial durante el reino del zar Simeón I.

La denominación Primer Imperio búlgaro (en búlgaro: българьско цѣсарьствиѥ, bŭlgarлsko cěsarĭstvije) designa dos estados medievales sucesivos —el kanato búlgaro del Danubio (681-864) y el zarato búlgaro (864-1018)— gobernados por una aristocracia protobúlgara  de boyardos inicialmente tengristas que reinaron a ambos lados del Bajo Danubio, sobre poblaciones eslavas, valacas, griegas, albanesas y otras ya cristianas.
Los protobúlgaros eran un pueblo nómada y belicoso procedente de Asia Central, emparentado con los hunos. De hecho, los primeros janes protobúlgaros hacían remontar sus orígenes al huno Atila. Ya en la primera mitad del siglo VII, bajo el gobierno del kan Kubrat (632-665), habían formado un reino al norte del mar Negro, que los bizantinos denominaban Magna Bulgaria. Después de la muerte de Kubrat, el kanato se repartió entre sus hijos que, ante la presión de los jázaros y desoyendo los consejos de su padre de mantenerse unidos, se dispersaron: Batbayan, el mayor, quedó a cargo del Estado con una tercera parte de la población; otra parte se desplazó hacia el oriente —a la confluencia de los ríos Volga y Kama, donde llegarían a formar el estado de la Bulgaria del Volga— y otro grupo, de entre 500-800 000 personas, al mando del jan Asparukh, tercer hijo de Kubrat, se estableció en las tierras bajas de los ríos Danubio, Dniéster y Dniéper, aprovechando que Constantinopla estaba sitiada por las tropas de Muawiya I, califa omeya de Damasco (674-678). Desde allí, los protobúlgaros hostigaron a las guarniciones bizantinas y realizaron frecuentes expediciones de saqueo. Cuando concluyó el asedio en 680, el emperador bizantino Constantino IV (668-685) marchó en una expedición punitiva contra los protobúlgaros y sus aliados eslavos y los forzó a refugiarse en un campamento fortificado. El emperador abandonó la campaña por motivos de salud, el desaliento cundió entre sus filas y comenzaron las deserciones. Los hombres de Asparukh rompieron el bloqueo y derrotaron a las tropas enemigas en la batalla de Ongala en 681. Tras la victoria, Asparukh se dirigió rápidamente tierra adentro, conquistando las provincias bizantinas de Mesia y Escitia Menor (Dobruja), ampliando su reino hasta el interior de la península balcánica. Constantino IV se vio obligado a solicitar la paz y aceptar la existencia del nuevo estado búlgaro, pagándole un humillante tributo anual para evitar nuevas incursiones. Por ello, el año de 681 es considerado comúnmente la fecha de nacimiento de la moderna Bulgaria.
El sucesor de Asparukh, Tervel (r. 700/701-718/721), fijó las fronteras y consolidó su posición en los Balcanes, convirtiéndose en una gran potencia militar. Bulgaria entró en un período de varios siglos de relaciones a veces amistosas, pero en su mayoría hostiles, con el Imperio bizantino. Emergiendo como el principal adversario del Imperio bizantino en el norte, los búlgaros sin embargo salvaron a Constantinopla, especialmente durante el segundo asedio árabe de la capital imperial (717-718), cuando rompieron el asedio y tras derrotar a un ejército de 26 000 hombres dispersaron a los asaltantes, eliminando así la amenaza de una invasión árabe a gran escala hacia Europa Central y Oriental. Constantinopla, por su parte, ejerció una fuerte influencia cultural, arquitectónica, religiosa y literaria en Bulgaria.
Krum (r. 802-814), después de la desintegración del kanato ávaro, comenzó en 804 a expandir su territorio hacia el noroeste, hacia la llanura panónica. Posteriormente, los búlgaros pusieron fin al avance de los pechenegos y de los cumanos por el Danubio y obtuvieron una contundente victoria sobre los magiares en Budjak, lo que obligó a estos últimos a establecerse de forma permanente en la misma llanura de Panonia. Tras derrotar y asesinar al emperador bizantino Nicéforo I en la batalla de Pliska (811) Krum duplicó el territorio del país. También introdujo el primer código civil escrito, válido para los eslavos y protobúlgaros.
A finales del siglo IX y principios del X, el zar Simeón I (r. 893-927) logró una serie de victorias sobre los bizantinos, alcanzando el estado su apogeo tanto político como cultural. Su imperio, con capital en Preslav, se extendía desde el recodo del Danubio hasta el río Dniéper (en la actual Ucrania) y desde el mar Adriático hasta el mar Negro, dejando a los bizantinos solo las costas de las actuales Albania, Grecia y Tracia. Su plan, que estuvo cerca de ver realizado, era unificar bajo su poder las monarquías búlgara y bizantina. Los bizantinos reconocieron a Simeón el título de «César» (en búlgaro: Tzar es decir, 'emperador', de ahí el nombre del Primer «Imperio» búlgaro dado a su estado por la historiografía moderna). Después de la aniquilación del ejército bizantino en la batalla de Anquialo en 917, una de las batallas más sangrientas en la Edad Media, los búlgaros pusieron sitio a Constantinopla en 923 y 924. Tras la muerte del zar Simeón I, la decadencia de la autoridad real, las luchas dinásticas y los ataques externos de pueblos como croatas, magiares, pechenegos y serbios y  la propagación de la religión de los bogomilos fueron minando al estado búlgaro. Esto dio lugar a invasiones consecutivas por parte del Rus de Kiev y Bizancio, que terminaron con la toma de la capital, Preslav, por el ejército bizantino. En el mandato de Samuel (r. 997-1014), Bulgaria se recuperó un poco de estos ataques y logró vencer a Serbia, Bosnia y Doclea. Pero los bizantinos finalmente se recuperaron y en 1014, el emperador Basilio II, llamado Bulgaróctonos («matador de búlgaros») infligió una derrota aplastante a los búlgaros en la batalla del paso de Clidio y Samuel murió poco después de la batalla. En 1018, las últimas plazas fuertes de Bulgaria se habían rendido y el Primer Imperio búlgaro dejó de existir, siendo anexionado al Imperio romano de Oriente. Bulgaria permanecería bajo la autoridad de Constantinopla durante casi dos siglos, entre 1018 y 1185, cuando se fundaría el Segundo Imperio búlgaro.

## Segundo Imperio búlgaro

El Segundo Imperio búlgaro en su máxima extensión territorial durante el reino del zar Iván Asen II.

Aunque los búlgaros se rebelaron en varias ocasiones contra el dominio de Bizancio durante el siglo XI, ninguna de estas rebeliones alcanzó su objetivo. Durante el siglo XII, sin embargo, aprovechando que el Imperio bizantino se encontraba debilitado por sus luchas contra serbios y húngaros, estalló una rebelión dirigida por los hermanos Petar y Asen. Petar fue proclamado zar «de los búlgaros, los griegos y los valacos», con lo que nació el Segundo Imperio búlgaro (1185-1396), cuyo dominio se extendió por todos los territorios entre el Danubio, el mar Negro y la cordillera de Stara Planina, incluyendo parte de Macedonia oriental y el valle del Morava. Bajo Iván Asen II (1218-1241) el Estado búlgaro se extendió hasta los mares Adriático y Egeo, controlando directamente Valaquia (en la actual Rumania), Moldavia, Macedonia, las Ródope (región del sur búlgaro, desde entonces parte de este país) y Tracia. La fortaleza de los Estados de Hungría y Serbia impidió un mayor crecimiento del imperio.
Con Iván Asen II como zar, el Imperio ocupó Albania y Belgrado. Bulgaria rompió con la Iglesia de Constantinopla, y creó el Patriarcado Ortodoxo de Bulgaria, al que se adhirieron los distintos patriarcados de los Balcanes. Fue un monarca honesto y humano, que pese a la ruptura con Roma abrió cauces de colaboración, sobre todo comercial, con Venecia y Génova.
Durante el siglo XIV, la debilitada Bulgaria, que atravesaba un período de desmembración feudal, fue presa fácil para unos nuevos invasores, los turcos otomanos, que habían cruzado a Europa en 1354. En 1362 conquistaron Plovdiv, y en 1382 Sofía. En 1396, los otomanos pusieron fin al Segundo Imperio búlgaro y sometieron por completo el país.

## Dominación otomana
Desde finales del siglo XIV hasta finales del siglo XVIII, Bulgaria no existió como estado soberano. En 1393, por voluntad del sultán de los turcos, el patriarcado de la Iglesia de Bulgaria fue suprimido y sometido directamente al Patriarca de Constantinopla, lo que provocó que la Iglesia búlgara se helenizara y abandonara el eslavón en sus ritos. La aristocracia búlgara que sobrevivió a la conquista fue deportada a Anatolia o se convirtió al islam. Sin embargo, la mayor parte de los campesinos búlgaros mantuvieron su religión cristiana ortodoxa, salvo en el suroeste del país, donde se concentró una minoría de conversos musulmanes –los pomacos. Los turcos se instalaron con la administración en las principales ciudades por todo el país. Los otomanos convirtieron a Bulgaria en el beylicato de Rumili, que era regido por un beylerbey que residía en Sofía. Este territorio, que incluía Moesia, Tracia y Macedonia fue dividido en varios sanjacados, cada uno de los cuales era gobernado por un sanjaco, dependiente del beylerbey. Una parte importante de la tierra conquistada fue repartida a los seguidores del sultán, quienes fundaron feudos directamente dependientes del soberano.
A partir de la segunda mitad del siglo XVIII Rusia intervino activamente en los Balcanes, presionando al Imperio otomano en sus fronteras, rompiendo el aislamiento de los búlgaros. Durante la guerra de 1768 los rusos atravesaron Moldavia y Valaquia e irrumpieron en Bulgaria, donde consiguieron la victoria militar de Chumla, obligando a los turcos a firmar la paz. El tratado de Küçük-Kaynarca concedió a Rusia la protección de los cristianos ortodoxos del Imperio otomano, lo que terminó convirtiéndose en una excusa para posteriores intervenciones rusas en los Balcanes. En 1829, la rebelión de los griegos llevó a los rusos a ocupar gran parte de Bulgaria y conquistar Adrianópolis. El tratado de paz permitió a los rusos establecer un protectorado sobre Moldavia y Valaquia. Sin embargo, los búlgaros permanecieron bajo dominio otomano, aunque la invasión rusa fomentó el despertar nacionalista en los Balcanes.
Durante esta época la burguesía búlgara, formada principalmente por comerciantes y artesanos, abrió las primeras escuelas y publicó los primeros libros en lengua búlgara. Bajo la presión popular, la Iglesia recuperó la liturgia en eslavón, y contra la voluntad del Patriarca de Constantinopla, el sultán otomano aceptó en 1870 la creación de un patriarcado búlgaro independiente. A pesar de estas concesiones, la tensión nacionalista siguió en aumento: la llegada de numerosos refugiados musulmanes procedentes de los territorios conquistados por Rusia (tártaros de Crimea y circasianos del Cáucaso) provocó un creciente descontento, mientras los nacionalistas búlgaros comenzaban a organizarse en Bucarest.

## Despertar nacional
Bajo la influencia de ideas como el liberalismo y el nacionalismo, a comienzos del siglo XIX comenzó a despertarse el nacionalismo búlgaro. Tuvo una gran influencia en la difusión de estas nuevas ideas entre los medios cultivados de Bulgaria la rebelión griega contra los otomanos, en 1821. Sin embargo, existía también un fuerte resentimiento por el control griego de la Iglesia Búlgara; de hecho, los primeros sentimientos nacionalistas búlgaros estuvieron orientados a la creación de una iglesia búlgara independiente. Esta lucha se vio finalmente coronada por el éxito en 1870, cuando, por un edicto del sultán otomano, se instituyó el exarcado ortodoxo búlgaro. Antim I, el primer exarca, fue el líder natural de la incipiente nación. El Patriarca de Constantinopla respondió a la creación del exarcado con un decreto de excomunión, lo cual reforzó aún más el sentimiento nacionalista búlgaro.
En abril de 1876, el Comité Revolucionario Secreto Búlgaro, con sede en Bucarest, organizó un levantamiento, conocido como Sublevación de abril. La revuelta fue reprimida con crueldad por las autoridades otomanas tanto por el ejército regular otomano como por las tropas irregulares de los basi-bozuk. Innumerables aldeas fueron saqueadas y las víctimas de la represión se contaron por decenas de miles, sobre todo en las ciudades rebeldes de Batak, Perushtitsa y Bratsigovo, en la región de Plovdiv. Las masacres provocaron la reacción de la opinión pública y la diplomacia europeas: tal fue el caso, por ejemplo, del británico William Gladstone, que inició una campaña contra los "horrores búlgaros". Fue también causa de la intervención de Rusia, que aprovechó las matanzas de eslavos como pretexto para declarar la guerra ruso-turca (1877-1878), en abril de 1877. En la guerra intervinieron también el Ejército rumano y tropas de voluntarios búlgaros. La guerra terminó con la completa derrota de Turquía.

## De la autonomía a la independencia

La Bulgaria autónoma dentro del Imperio otomano tras la unión de Rumelia Oriental con el Principado autónomo de Bulgaria en 1885.

La rebelión contra el Imperio otomano que estalló en Bosnia en 1875 se extendió hasta Bulgaria al año siguiente. Los turcos desataron una brutal represión, en la que participaron los bashibozuks, que realizaron numerosas matanzas y devastaron el país. Otros países europeos se indignaron y denunciaron la brutalidad y los “horrores búlgaros”. Al negarse el sultán a conceder la autonomía a Bulgaria, Rusia declaró la guerra en 1877 e invadió el país con el apoyo de los rumanos y de una legión búlgara. En enero de 1878, los ejércitos rusos llegaron a las puertas de Constantinopla.
El Tratado de San Stefano (3 de marzo de 1878) estipuló la creación de un extenso principado autónomo de Bulgaria y el desmantelamiento de los territorios europeos del Imperio otomano. Austria y Gran Bretaña temían que se rompiera el equilibrio en los Balcanes y en el Congreso de Berlín (julio de 1878) impusieron a Rusia un tratado por el que el equilibrio se mantuvo a costa de las aspiraciones nacionales búlgaras: el principado autónomo de Bulgaria se mantuvo, pero muy reducido.
Aunque el Tratado de San Stefano nunca se materializó más allá del papel, se convirtió en una referencia para los nacionalistas búlgaros, porque remitía al antiguo reino de Simeón I. En las décadas siguientes Bulgaria consiguió nombrar obispos búlgaros en Macedonia (en poder otomano durante esta época).
En 1879 una asamblea constituyente reunida en la ciudad de Tarnovo adoptó una constitución para Bulgaria (muy democrática para la época, pero que apenas fue aplicada) y eligió como príncipe a Alejandro de Battenberg, sobrino de la zarina de Rusia. En la provincia de Rumelia Oriental, las potencias europeas elaboraron los estatutos orgánicos del Congreso de Berlín y fue nombrado un gobernador en representación del sultán otomano y que fue aceptado por la asamblea.
Las ambiciones nacionalistas no se conformaron con la autonomía y se extendieron a los territorios búlgaros todavía en poder del Imperio otomano: en 1885 el Ejército de Bulgaria ocupó la provincia de Rumelia Oriental, al mismo tiempo que estalló la guerra contra Serbia, de la que los búlgaros salieron victoriosos. Poco después el rey Alejandro I cesó a su Consejo de Ministros rusos, lo que provocó la intervención de Rusia en represalia y defensa de su influencia. Los rusos organizaron un complot militar en contra del rey búlgaro. A pesar del apoyo de los nacionalistas, Alejandro I fue obligado a abdicar debido a una conspiración orquestada por el Gobierno de Rusia. Stefan Stambolov tomó el poder y la asamblea búlgara eligió en 1887 un nuevo príncipe: Fernando de Sajonia-Coburgo, que en 1894 consiguió la caída de Stambolov, que había constituido una dictadura (y que moría asesinado en 1895). El 22 de septiembre de 1908, con el apoyo del emperador de Austria-Hungría, Fernando I proclamó en Tarnovo la independencia de Bulgaria y tomó el título de zar.

## Las guerras de los Balcanes y la Primera Guerra Mundial

Evolución territorial de Bulgaria desde la independencia hasta el final de la Primera Guerra Mundial.

Bulgaria se alió con Serbia en febrero de 1912 y con Grecia en marzo, declarando la guerra al Imperio otomano en octubre. La ciudad de Adrianópolis cayó en marzo de 1913 y el Imperio otomano se rindió: por el Tratado de Londres (30 de mayo de 1913), los turcos abandonaron casi todos los territorios europeos al oeste de Adrianópolis. El reparto de los despojos entre las tres naciones vencedoras terminó en un desacuerdo que provocó el estallido de una nueva guerra: los búlgaros, que se habían extendido hacia el este, reclamaron el territorio de Macedonia, que había sido conquistada por los serbios durante la guerra. El 23 de junio de 1913, Fernando I atacó a serbios y griegos sin una declaración de guerra. Sin embargo, la segunda Guerra de los Balcanes constituyó un desastre para Bulgaria porque Rumania y el Imperio otomano también participaron contra los búlgaros. Por el Tratado de Bucarest (10 de agosto de 1913), Bulgaria obtuvo una parte de Tracia al sur que le permitió un acceso al mar Egeo, pero debía ceder Dobrudja del sur a Rumania, mientras que Serbia retenía el disputado territorio de Macedonia. Por el Tratado de Constantinopla, Bulgaria también debía devolver Adrianópolis y Tracia Oriental al Imperio otomano.
El asesinato del archiduque Fernando en Sarajevo en 1914 provocó la ruptura de relaciones entre Austria-Hungría y Serbia y puso en movimiento las alianzas diplomáticas y militares que se habían realizado en las décadas precedentes entre los Imperios Centrales de Austria-Hungría y Alemania y sus aliados contra la Triple Entente de Francia, Gran Bretaña y Rusia y sus aliados.
Tras algunos titubeos diplomáticos, Bulgaria se alió en septiembre de 1915 con el Imperio de Austria-Hungría y declaró la guerra a Serbia el 14 de octubre. Atenazado por austriacos, húngaros y búlgaros, el Ejército serbio se retiró hacia el mar a través de Albania. Los ejércitos de Bulgaria ocuparon el territorio de Macedonia e hicieron frente a los ejércitos Aliados que habían desembarcado en Salónica el 5 de octubre: así se formó el frente de oriente, establecido en la frontera septentrional de Grecia. Cuando Rumania entró en guerra a favor de la Triple Entente en agosto de 1916, Bulgaria y los Imperios Centrales tomaron la contraofensiva y ocuparon el reino rumano en unos meses. Bulgaria se apoderó del territorio de Dobruja meridional, cedido en 1913.
Sin embargo, poco a poco, y sobre todo a partir de la intervención de Estados Unidos, la Primera Guerra Mundial se decantó a favor de los Aliados occidentales. La ruptura del frente de oriente el 18 de septiembre de 1918 obligó a Bulgaria a firmar un armisticio el 29. El 3 de octubre el rey Fernando I abdicó en su hijo Boris III.

## El período de entreguerras

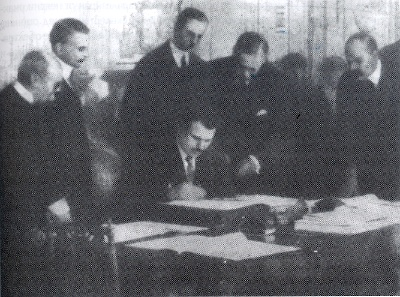
Stamboliski firma el Tratado de Paz de Neuilly.

Por el Tratado de Neuilly (27 de noviembre de 1919) Bulgaria debía devolver el territorio de la Dobrudja del sur a Rumania; Serbia recuperó Macedonia y se anexionó varios territorios búlgaros en la frontera occidental del país; Grecia conquistó la Tracia Occidental y dejó a Bulgaria sin acceso al mar Egeo. En 1923, Grecia expulsó de los territorios conquistados a unos 250 000 búlgaros y los sustituyó por refugiados griegos llegados de Asia Menor tras el desmembramiento del Imperio Otomano.
Durante el período de entreguerras, Bulgaria atravesó un convulso período político. Alejandro Stamboliski instauró una dictadura campesina, pero fue destituido y asesinado en 1923. Poco después estalló una insurrección comunista, que fue duramente reprimida por el Gobierno, y en los años siguientes el terrorismo político y la inestabilidad marcaron el período. Surgieron los komitadjis, dirigidos por Mijailov, salidos del ORIM (Organización Revolucionaria Interior de Macedonia, creada a finales del siglo XIX), a imitación de los ustachas de Croacia y de otros movimientos de inspiración fascista-nacionalista. En 1934 un agente del ORIM, al servicio de los ustachis croatas, asesinó al rey Alejandro I de Yugoslavia en Marsella. El mismo año los oficiales búlgaros provocaron un golpe de Estado, proclamando una dictadura personal en 1935 en la figura del rey Boris III, que manifestó sus simpatías por el gobierno de Adolf Hitler en Alemania.

## Bulgaria durante la Segunda Guerra Mundial

Divisiones provinciales de Bulgaria durante la Segunda Guerra Mundial, en las que se destaca en violeta las anexiones de territorios griegos y en verde las de territorios yugoslavos.

Tras el estallido de la Segunda Guerra Mundial, en 1940 Alemania y la Unión Soviética presionaron al gobierno de Rumania, que debió ceder territorios a Hungría y la URSS. Bulgaria se unió a la ofensiva diplomática y reclamó la devolución de Dobrudja del Sur, que obtuvo por los Acuerdos de Craiova el 7 de septiembre. En marzo de 1941, Bulgaria se adhirió a los aliados de Alemania, y participó en el reparto de Yugoslavia y Grecia. Gracias a sus alianzas, Bulgaria obtuvo una gran parte de Macedonia, territorios serbios y Tracia. El gobierno búlgaro se esforzó por ganarse la simpatía de los macedonios e integrarlos. En cambio, cerca de cien mil griegos fueron expulsados de Tracia y sustituidos por búlgaros (en respuesta a las deportaciones y expulsiones llevadas a cabo por los griegos en 1923). Sin embargo, a pesar de sus alianzas, Boris III se resistía a participar al lado de los alemanes en la guerra contra la URSS y a entregar a los judíos de Bulgaria a las autoridades nazis. En agosto de 1943 moría repentinamente, con sospechas de haber sido asesinado. Su sucesor, Simeón II, solo tenía seis años, y quedó bajo la tutela de políticos al servicio de los alemanes.
Durante la SGM, se fueron acrecentando las operaciones de la guerrilla antifascista del Frente de la Patria (del cual formaba parte el Partido Comunista de Bulgaria), así como la represión política del gobierno.

## El período socialista
A medida que la guerra se volvía en contra de Alemania y sus partidarios, los dirigentes búlgaros en 1944 buscaron acuerdos con los Aliados occidentales ante el avance de los ejércitos soviéticos. Sin embargo, era demasiado tarde; el 5 de septiembre la Unión Soviética, cuyas tropas habían alcanzado ya Rumania, declaró la guerra a Bulgaria y la acabó anexando a su territorio, ya que el gobierno búlgaro capituló a los pocos días, y el nuevo gobierno apoyado por los soviéticos declaró la guerra a Alemania y evacuó sus tropas de Grecia y Yugoslavia. El 16 de septiembre los ejércitos soviéticos entraron en Sofía (y permanecerían en el país hasta finales de 1947). El 28 de octubre se firmó la paz con Moscú. El 9 de septiembre una Revolución situó en el gobierno al Frente de la Patria. Tras la abolición por referéndum de la monarquía (en el cual el 93 % de los votantes se expresó en contra de esta), se proclamó la República Popular de Bulgaria el 15 de septiembre de 1946. Mediante el apoyo soviético y por el Tratado de París de 1947, Bulgaria debió devolver Macedonia y los territorios serbios a Yugoslavia y Tracia a Grecia, aunque consiguió retener Dobrudja del Sur.
A partir de 1947 los comunistas iniciaron varios procesos judiciales para eliminar a los dirigentes políticos anticomunistas, entre ellos Nikolái Petkov, líder del partido campesino. Valko Chervenkov, líder de la facción estalinista, tomó el poder y el liderazgo, y en los años siguientes terminaría delegando sus responsabilidades en su sucesor Todor Zhivkov.

## Años recientes
Con el comienzo de la política reformista (perestroika) de Mijaíl Gorbachov en la Unión Soviética, los Gobiernos de Europa del Este fueron debilitándose y cayendo uno tras otro, y Bulgaria no fue una excepción. Pronto comenzaron las primeras manifestaciones contra el Gobierno de Sofía.
En noviembre de 1989, Todor Zhivkov fue depuesto en todas sus funciones e inculpado de corrupción (tres años más tarde sería condenado a siete años de prisión). Ante el desmantelamiento de la URSS y la crisis del socialismo real en todo su ámbito de influencia, su sucesor, Petar Mladenov, transformó el Partido Comunista de Bulgaria en un Partido Socialista, que con la colaboración y el consenso de otras facciones políticas reformó el país para volverlo multipartidista. En las elecciones de junio de 1990, los socialistas obtuvieron 211 escaños de los 400 de la nueva asamblea nacional. Sin embargo, dada la presión popular, los antiguos comunistas compartieron el poder con la oposición, liderada por la Unión de las Fuerzas Democráticas (UFD). En julio de 1991, el Parlamento electo adoptó una nueva Constitución. Las elecciones legislativas de 1991 dieron 110 escaños a la UFD, 106 al Partido Socialista y 24 al Movimiento de los derechos y libertades de turcos y pomacos (búlgaros musulmanes). Jeliou Gelev, líder de la UFD, fue elegido presidente de la República de Bulgaria por sufragio universal en enero de 1992.
Como otros antiguos países socialistas de Europa Oriental, Bulgaria encontró la transición al capitalismo más costosa de lo esperado. El gobierno de la UFD privatizó la tierra y las empresas estatales, pero las medidas económicas provocaron un ascenso del desempleo y falta de competitividad. Los socialistas aprovecharon el descontento y en 1995 el socialista Zhan Videnov ganaba las elecciones, pero el nuevo gobierno no pudo frenar la crisis económica y la inflación se disparó, y la incompetencia gubernamental provocó la bancarrota de la mayoría de los bancos búlgaros.
En 1996 fue elegido presidente Pétar Stoyanov, de la UFD, aunque el gobierno siguió en manos de los socialistas durante un tiempo, hasta que terminó por colapsar en 1997. Se formó un nuevo gobierno de la UFD dirigido por Ivan Kostov, que contaba con un fuerte apoyo de la población que se desvaneció ante los sucesivos escándalos de corrupción y su incapacidad para hacer frente a los problemas del país. Los búlgaros estaban insatisfechos ante la ineficacia de sus políticos.
Esta crisis económica y política fue aprovechada por el último zar, Simeón II, que había regresado en 1996 al país, tras haberlo abandonado en 1946 con tan solo nueve años. Con 59 años era un próspero empresario que adoptó el nombre civil de Simeón Saxkoburggotski (la pronunciación búlgara de su apellido real Sajonia-Coburgo-Gotha) y formó su propio partido el Movimiento Nacional Simeón II (MNS), que ganaría las elecciones de 2001.
En las elecciones celebradas en junio de 2005, se impuso Sergei Stanishev, del Partido Socialista, al obtener el 31% de los sufragios. Su principal opositor Simeón Saxkoburggotski (anterior primer ministro), debió contentarse con el 20% de los sufragios, mientras que el Movimiento de la Minoría Turca, un brazo separatista del actual gobierno, obtuvo el 12%. No obstante estas tres fuerzas políticas han constituido un gobierno de coalición.
Bulgaria se convirtió en miembro de la OTAN en 2004 y de la Unión Europea en 2007. 
En las elecciones parlamentarias de 2009, el partido de centroderecha de Bojko Borisov, Ciudadanos para el Desarrollo Europeo de Bulgaria, el Obtuvo aproximadamente el 40% de los votos.
En 2010 ocupó el puesto 32 (entre Grecia y Lituania) entre 181 países en el Índice de Globalización. El gobierno respeta la libertad de expresión y de prensa (a partir de 2015), pero muchos medios de comunicación están en deuda con los principales anunciantes y propietarios con agendas políticas.Las encuestas realizadas siete años después de la adhesión del país a la UE encontraron que solo el 15% de los búlgaros sentían que se habían beneficiado personalmente de la membresía.